# Petit-duc de Salvin
Megascops ingens
Espèce
Synonymes
- Scops ingens Salvin, 1897
(protonyme)
- Otus ingens (Salvin, 1897)

Statut de conservation UICN

 LC  : Préoccupation mineure
Statut CITES
Le Petit-duc de Salvin (Megascops ingens) est une espèce d'oiseaux de la famille des Strigidae.

## Répartition
Cette espèce vit en Bolivie, en Colombie, en Équateur, au Pérou et au Venezuela.

## Systématique
D'après la classification de référence du Congrès ornithologique international (v. 14.1), le Petit-duc de Salvin possède 3 sous-espèces (ordre phylogénique) :
- Megascops ingens venezuelanus (Phelps, WH & Phelps, WH Jr, 1954) : Vit dans le nord de la Colombie et le nord-ouest du Venezuela.
- Megascops ingens ingens (Salvin, 1897) : la sous-espèce nominale. Vit du nord de l'Équateur au centre de la Bolivie.
- Megascops ingens colombianus (Traylor, 1952) : Vit de l'ouest de la Colombie au nord du Pérou.

La sous-espèce colombianus a longtemps eu un statut incertain. D'abord reconnue comme sous-espèce, elle est élevée au rang d'espèce par Fitzpatrick et O'Neill en 1986, sur la base de critères morphologiques, et la plaçant plus proche de M. petersoni que de ingens. Ce statut est cependant remis en cause par une étude moléculaire en 2016, qui conclut que colombianus est finalement plus proche de ingens. En 2017, une autre étude pointe la faible différence de vocalisations entre colombianus et ingens. Ces deux études conduisent le SACC à réévaluer le statut de colombianus, qui est finalement rétrogradée au rang de sous-espèce. Ce traitement est celui actuellement suivi par le COI et Clements, mais pas par HBW.